# Europeiska unionens officiella språk
Europeiska unionens officiella språk omfattar 24 språk med erkänd status inom Europeiska unionen: bulgariska, danska, engelska, estniska, finska, franska, grekiska, iriska, italienska, kroatiska, lettiska, litauiska, maltesiska, nederländska, polska, portugisiska, rumänska, slovakiska, slovenska, spanska, svenska, tjeckiska, tyska och ungerska. Vart och ett av dessa språk är även officiellt på nationell nivå i minst en medlemsstat.
Alla rättsakter med allmän räckvidd översätts till de officiella språken och varje unionsmedborgare har rätt att vända sig till unionens institutioner och organ på något av dessa språk och få svar på samma språk, en grundläggande rättighet enligt stadgan om de grundläggande rättigheterna. Unionen har begränsade befogenheter på området för språkpolitik, men kan stödja och komplettera medlemsstaternas insatser vad gäller undervisning i och spridning av medlemsstaternas språk. Enligt fördraget om Europeiska unionen ska unionen ”respektera rikedomen hos sin kulturella och språkliga mångfald”, något som även bekräftas i stadgan om de grundläggande rättigheterna.

## Officiell status
| Språk        | Språk (original) | Förkortning | Officiellt sedan |
| ------------ | ---------------- | ----------- | ---------------- |
| bulgariska   | български        | bg          | 2007-01-01       |
| danska       | dansk            | da          | 1973-01-01       |
| engelska     | English          | en          | 1973-01-01       |
| estniska     | eesti keel       | et          | 2004-05-01       |
| finska       | suomi            | fi          | 1995-01-01       |
| franska      | français         | fr          | 1958-01-01       |
| grekiska     | ελληνικά         | el          | 1981-01-01       |
| iriska       | Gaeilge          | ga          | 2007-01-01       |
| italienska   | italiano         | it          | 1958-01-01       |
| kroatiska    | hrvatski         | hr          | 2013-07-01       |
| lettiska     | latviešu valoda  | lv          | 2004-05-01       |
| litauiska    | lietuvių kalba   | lt          | 2004-05-01       |
| maltesiska   | Malti            | mt          | 2004-05-01       |
| nederländska | Nederlands       | nl          | 1958-01-01       |
| polska       | polski           | pl          | 2004-05-01       |
| portugisiska | português        | pt          | 1986-01-01       |
| rumänska     | română           | ro          | 2007-01-01       |
| slovakiska   | slovenčina       | sk          | 2004-05-01       |
| slovenska    | slovenščina      | sl          | 2004-05-01       |
| spanska      | español          | es          | 1986-01-01       |
| svenska      | svenska          | sv          | 1995-01-01       |
| tjeckiska    | čeština          | cs          | 2004-05-01       |
| tyska        | Deutsch          | de          | 1958-01-01       |
| ungerska     | magyar           | hu          | 2004-05-01       |

De officiella språken regleras av unionens fördrag. Enligt fördragen har varje unionsmedborgare rätt att vända sig till unionens institutioner och organ på något av de språk som fördragen har upprättats på – de så kallade fördragsspråken – och få svar på samma språk. Detta är även en grundläggande rättighet enligt stadgan om de grundläggande rättigheterna.
Fördragsspråken innefattar sedan den 1 juli 2013 (då Kroatien anslöt sig till unionen) följande 24 språk: bulgariska, danska, engelska, estniska, finska, franska, grekiska, iriska, italienska, kroatiska, lettiska, litauiska, maltesiska, nederländska, polska, portugisiska, rumänska, slovakiska, slovenska, spanska, svenska, tjeckiska, tyska och ungerska.
Ursprungligen omfattade fördragsspråken endast franska, italienska, nederländska och tyska, som var de språk som Romfördraget upprättades på. Sedan dess har antalet språk utökats i takt med att nya medlemsstater har tillkommit. I regel har varje ny medlemsstat fått möjlighet att välja ett språk som officiellt språk på europeisk nivå.
På nationell nivå är dock flera av språken officiella i mer än en medlemsstat. Till exempel är engelska officiellt språk i Irland och Malta, franska i Belgien, Frankrike och Luxemburg, grekiska i Cypern och Grekland, nederländska i Belgien och Nederländerna, svenska i Finland och Sverige samt tyska i Belgien, Luxemburg, Tyskland, Österrike och den italienska provinsen Sydtyrolen. Dessutom är slovenska officiellt språk i den östra delen av den italienska regionen Friuli-Venezia Giulia, utöver Slovenien.
De enda språken som är officiella på nationell nivå i medlemsstaterna men inte på europeisk nivå är luxemburgiska (som sedan 1984 är ett officiellt språk i Luxemburg jämte franska och tyska) och turkiska (som är ett officiellt språk i Cypern jämte grekiska).

### Språkanvändning vid unionens institutioner
Enligt unionens fördrag ska Europeiska unionens råd fastställa närmare bestämmelser om språkanvändningen vid unionens institutioner genom en förordning. En sådan förordning antogs i april 1958 och trädde i kraft den 26 oktober 1958. Den har sedan dess ändrats varje gång nya officiella språk har tillkommit på grund av upptagandet av nya medlemsstater. Förordningen fastställer bland annat unionens arbetsspråk, som sedan den 1 januari 2007 sammanfaller med fördragsspråken; dessförinnan hade iriska status som fördragsspråk men inte som arbetsspråk.
Enligt rådets förordning ska alla förordningar och andra rättsakter med allmän räckvidd översättas till samtliga officiella språk. Dessa offentliggörs i Europeiska unionens officiella tidning, som ges ut dagligen på alla officiella språk. Beslut som endast riktar sig till en specifik fysisk eller juridisk person eller en viss medlemsstat översätts vanligtvis enbart till mottagarens språk. Skriftliga handlingar som institutionerna översänder till en medlemsstat får till exempel avfattas enbart på det eller de språk som används av mottagaren. Vilka språk som ska användas i institutionernas löpande interna arbete fastställs antingen i respektive institutions egen arbetsordning eller, för EU-domstolen, genom rättegångsreglerna.
För att bli fast anställd som tjänsteman vid unionens institutioner krävs fördjupade kunskaper i ett av de officiella språken (modersmål eller motsvarande kunskapsnivå) och tillfredsställande kunskaper i minst ett annat officiellt språk.

#### Europaparlamentet

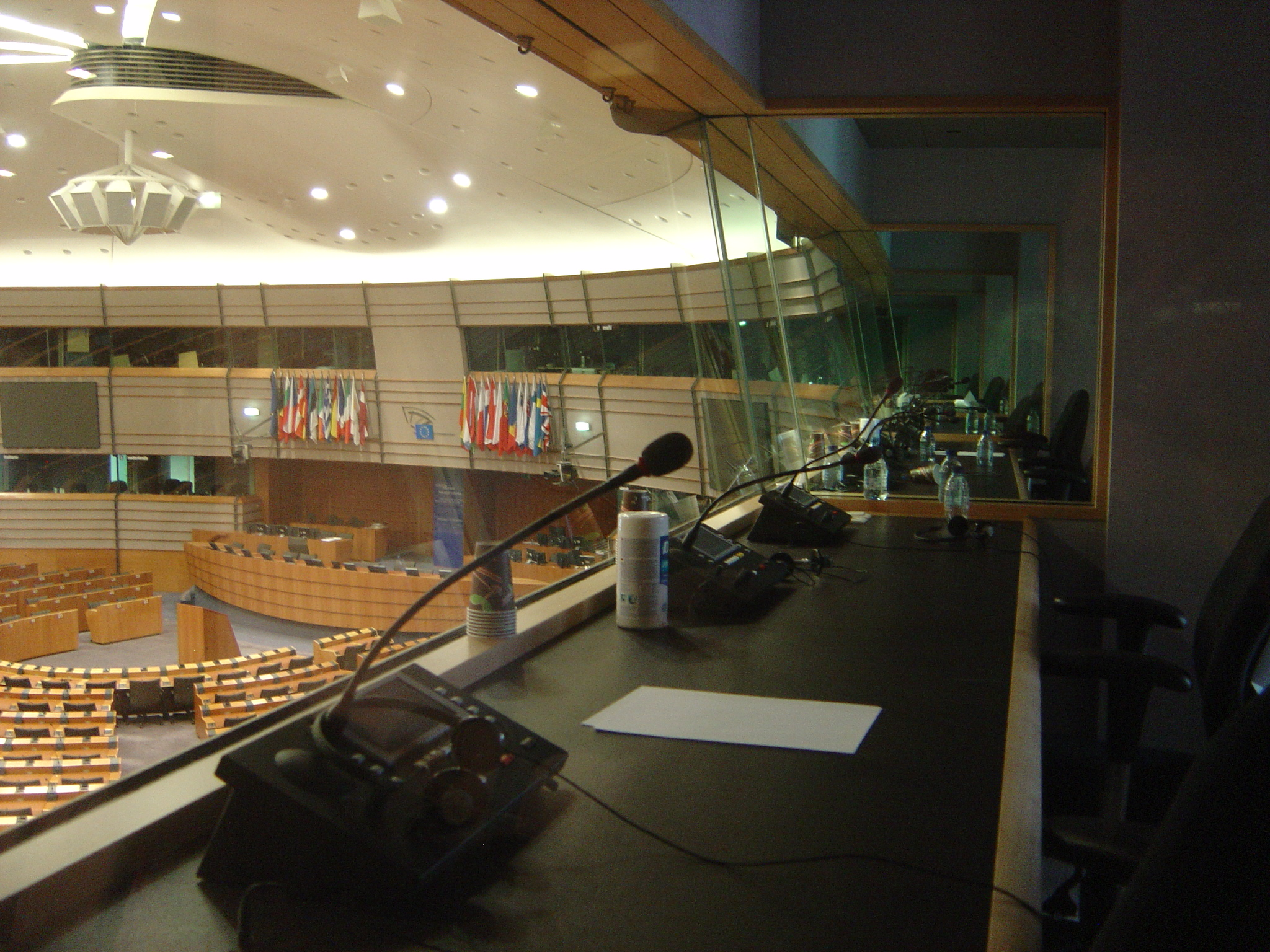
Tolkarnas läktare i Europaparlamentet.

I Europaparlamentet har alla unionens officiella språk samma status. Alla handlingar avfattas på samtliga av språken och institutionen använder alla språk i sitt löpande interna arbete. Ledamöterna har rätt att hålla sina anföranden på det officiella språk som de själva önskar, och simultantolkning sker mellan språken vid alla sammanträden i parlamentet. Vid utskotts- och delegationssammanträden sker dock översättning endast från och till de språk som de närvarande ledamöterna använder och begär.
Den omfattande språkanvändningen gör Europaparlamentet till det flerspråkigaste parlamentet i världen. Parlamentet har cirka 270 fast anställda tolkar och en reservpool med 1 500 externa ackrediterade tolkar som kan användas vid behov. Därtill har parlamentet över 600 översättare, vilket gör institutionen till en av världens största arbetsgivare av både tolkar och översättare.

#### Övriga institutioner
Övriga institutioner, däribland Europeiska kommissionen, har valt att begränsa sina arbetsspråk till engelska, franska och/eller tyska, utom vid kontakt med allmänheten. Många officiella handlingar översätts till samtliga officiella språk, men huvuddelen av de interna handlingarna översätts inte alls. Engelskans ställning inom kommissionen har, liksom i unionen i sin helhet, stärkts sedan unionens utvidgningar 1995 och framåt, framför allt på grund av den svaga ställningen som franska och tyska har i de norra och östra delarna av unionen.

### Särskilda bestämmelser för vissa specifika språk
Flera av de officiella språken har omfattats av särskilda bestämmelser, till exempel övergångsbestämmelser i samband med att de erhöll status som officiellt språk på grund av bristen på tolkar och översättare.

#### Iriska och maltesiska
Iriska är det enda officiella språk som inte är det mest talade språket i någon av medlemsstaterna. Iriska erhöll status som fördragsspråk när Irland anslöt sig till Europeiska gemenskaperna den 1 januari 1973. Det innebar att fördragen översattes till iriska och fick samma rättsliga status som fördragens övriga språkversioner. Däremot erhöll iriska inte status som arbetsspråk, vilket innebar att lagstiftning och andra officiella handlingar inte översattes till iriska. På begäran av den irländska regeringen beslutade dock Europeiska unionens råd i juni 2005 att iriska från och med den 1 januari 2007 skulle bli ett fullvärdigt officiellt språk inom unionen. Under en övergångsperiod som sträckte sig till den 1 januari 2012 skulle dock endast förordningar antagna gemensamt av Europaparlamentet och rådet omfattas av kravet om att översättas till iriska. I december 2010 förlängdes detta undantag av rådet till den 1 januari 2017. I december 2015 förlängdes undantaget ännu en gång, denna gång till den 1 januari 2022. Undantaget fasades gradvis ut fram till dess. Den 17 mars 2021 avkunnade EU-domstolen sin första dom i ett mål med iriska som rättegångsspråk.
Maltesiska är det minst talade av unionens officiella språk. Dessutom är språket koncentrerat till Malta. När Malta anslöt sig till unionen den 1 maj 2004 fanns det därför vissa svårigheter för unionens institutioner att anpassa sig till att använda det nya språket, framför allt på grund av bristen på översättare och tolkar som behärskade maltesiska. Därför fastställde Europeiska unionens råd en övergångsperiod på tre år från anslutningsdagen, under vilken institutionerna inte var tvungna att översätta rättsakter till maltesiska. Undantaget gällde dock inte förordningar antagna gemensamt av Europaparlamentet och rådet. Det fanns ursprungligen en möjlighet att förlänga övergångsperioden ytterligare ett år, men rådet beslutade i november 2006 att övergångsbestämmelserna skulle upphöra den 30 april 2007.
En undantagsbestämmelse i Europaparlamentets arbetsordning tillåter fortfarande parlamentet att begränsa användandet av iriska och maltesiska i dess arbete fram till juni 2029.

#### Engelska
I samband med Storbritanniens utträde ur Europeiska unionen den 1 februari 2020 väcktes frågan om engelskans status som officiellt språk. Ordföranden för Europaparlamentets konstitutionsutskott Danuta Hübner menade att utträdet innebar att engelska skulle upphöra som officiellt språk eftersom det var Storbritannien som ursprungligen hade begärt att engelska skulle bli ett officiellt språk. Detta tillbakavisades dock av Europeiska kommissionen, som menade att de officiella språken inte skulle påverkas av utträdet, såvida inte rådet skulle besluta att ändra förordningen om de officiella språken. Efter utträdet har engelska förblivit det mest dominerande arbetsspråket inom institutionerna, inte minst på grund av den svaga ställningen som franska och tyska har i de norra och östra delarna av unionen.

#### Turkiska
Turkiska är, tillsammans med luxemburgiska, ett av endast två språk som är officiellt på nationell nivå i en medlemsstat (i detta fall Cypern), men inte på europeisk nivå. Detta beror på att Cypern inte begärde att få turkiska som ett officiellt språk i samband med sin anslutning till unionen. Sedan Cypernkrisen 1974 används turkiska i praktiken inte av den cypriotiska regeringen, även om turkiska fortfarande utgör ett officiellt språk jämte grekiska enligt landets konstitution. Den 17 februari 2016 begärde dock den cypriotiska regeringen att unionens institutioner skulle förbereda sig på att göra turkiska till ett officiellt språk i händelse av att Cypern skulle återförenas med den turkcypriotiska utbrytarrepubliken Nordcypern. Sedan dess har emellertid förhandlingarna om en återförening strandat och turkiska har därför fortfarande inte status som officiellt språk inom unionen.

### Språkpolitik
Unionen har begränsade befogenheter på området för språkpolitik, men kan stödja och komplettera medlemsstaternas insatser vad gäller undervisning i och spridning av medlemsstaternas språk.

## Språkkunskaper
Språkkunskaperna inom unionen varierar stort mellan medlemsstaterna. Tyska är det mest talade modersmålet, medan engelska är det språk som förstås av flest medborgare. Engelska är också det språk som lärs ut överlägset mest i utbildningsväsendet. I genomsnitt 94 procent av alla gymnasieelever inom unionen läser engelska under sin utbildning, vilket kan jämföras med 23 procent för franska. I grundskolan är motsvarande siffror 97,3 procent respektive 33,8 procent. Franska är däremot det enda språk som dominerar i samtliga av unionens tre politiska centrum: Bryssel, Strasbourg och Luxemburg. Katalanska, galiciska och ryska är de tre mest talade språken inom unionen som saknar status som officiellt språk på europeisk nivå.
I genomsnitt 54 procent av alla invånare anser sig kunna hålla en konversation på ett annat språk än sitt modersmål. 38 procent av alla invånare anser sig kunna hålla en konversation på engelska, 12 procent på franska, 11 procent på tyska, 7 procent på spanska och 5 procent på ryska. Andelen invånare som har kunskaper i ett eller flera främmande språk är som lägst i Ungern, Italien, Portugal och Irland. Bäst språkkunskaper har invånarna i Luxemburg, där 99 procent, 84 procent respektive 61 procent av invånarna uppger sig kunna ett, två respektive tre språk utöver sitt modersmål.

### Språkkunskaper efter medlemsstat
|                       |                      |                    |                      |                    |                         |
| Kunskaper i engelska. | Kunskaper i franska. | Kunskaper i tyska. | Kunskaper i spanska. | Kunskaper i ryska. | Kunskaper i italienska. |

## Lingvistisk klassificering och släktskap

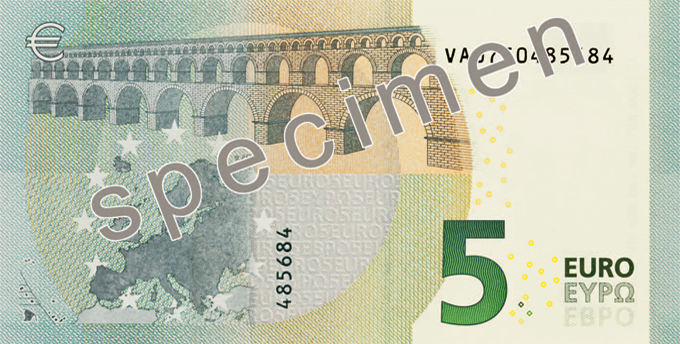
Eurosedlarna pryds av eurons namn med latinska, grekiska och kyrilliska bokstäver.

Alla officiella språk utom fyra är indoeuropeiska språk. Av de fyra icke-indoeuropeiska språken är estniska, finska och ungerska uraliska språk och maltesiska ett semitiskt språk. De flesta språken använder det latinska alfabetet, utom bulgariska, som använder det kyrilliska alfabetet, och grekiska, som använder det grekiska alfabetet.
De flesta indoeuropeiska språken i unionen tillhör tre stora undergrupper: de germanska språken, de romanska språken och de slaviska språken. De germanska språken talas främst i de centrala och norra delarna av unionen och inkluderar danska, engelska, nederländska, svenska och tyska. De romanska språken är vanligare i de västra och södra delarna av unionen och inkluderar franska, italienska, portugisiska, rumänska och spanska. De slaviska språken talas främst i de östra delarna av unionen och inkluderar bulgariska, kroatiska, polska, slovakiska, slovenska och tjeckiska. Endast fyra av de officiella indoeuropeiska språken tillhör inte någon av dessa tre undergrupper av språk, nämligen grekiska (som utgör en egen grupp), iriska (som är ett keltiskt språk) samt lettiska och litauiska (som är baltiska språk).

## Regionala språk, minoritetsspråk och andra språk
Utöver de 24 officiella språken finns det över 60 regionala språk och minoritetsspråk som talas regelbundet av ungefär 40–50 miljoner människor inom unionen. Av dessa språk intar de spanska regionala språken katalanska, baskiska och galiciska en särställning eftersom de, i viss utsträckning, kan användas vid kontakt med vissa av unionens institutioner och organ. I augusti 2023 tryckte den spanska regeringen på för att dessa tre språk även skulle bli officiella språk inom unionen. Detta möttes dock av motstånd från flera andra medlemsstater, dels på grund av den ekonomiska kostnaden, dels på grund av följdeffekterna som ett sådant erkännande av de regionala språken skulle kunna få på andra minoritetsspråk inom unionen.
Medlemsstaterna beslutar själva om sin språkpolitik, även om det finns vissa program på europeisk nivå för att stödja och skydda de regionala språken. Förutom de många regionala språken finns en bred variation av språk som talas av invandrare. Ukrainska, ryska, turkiska, arabiska, urdu, bengali, hindi, tamil och språk från Balkanhalvön talas i stora delar av unionen. Ryska är inte ett officiellt språk i någon av medlemsstaterna, men talas i stor utsträckning av människor i de östra delarna av unionen, framför allt i Baltikum.